# ماتكوت

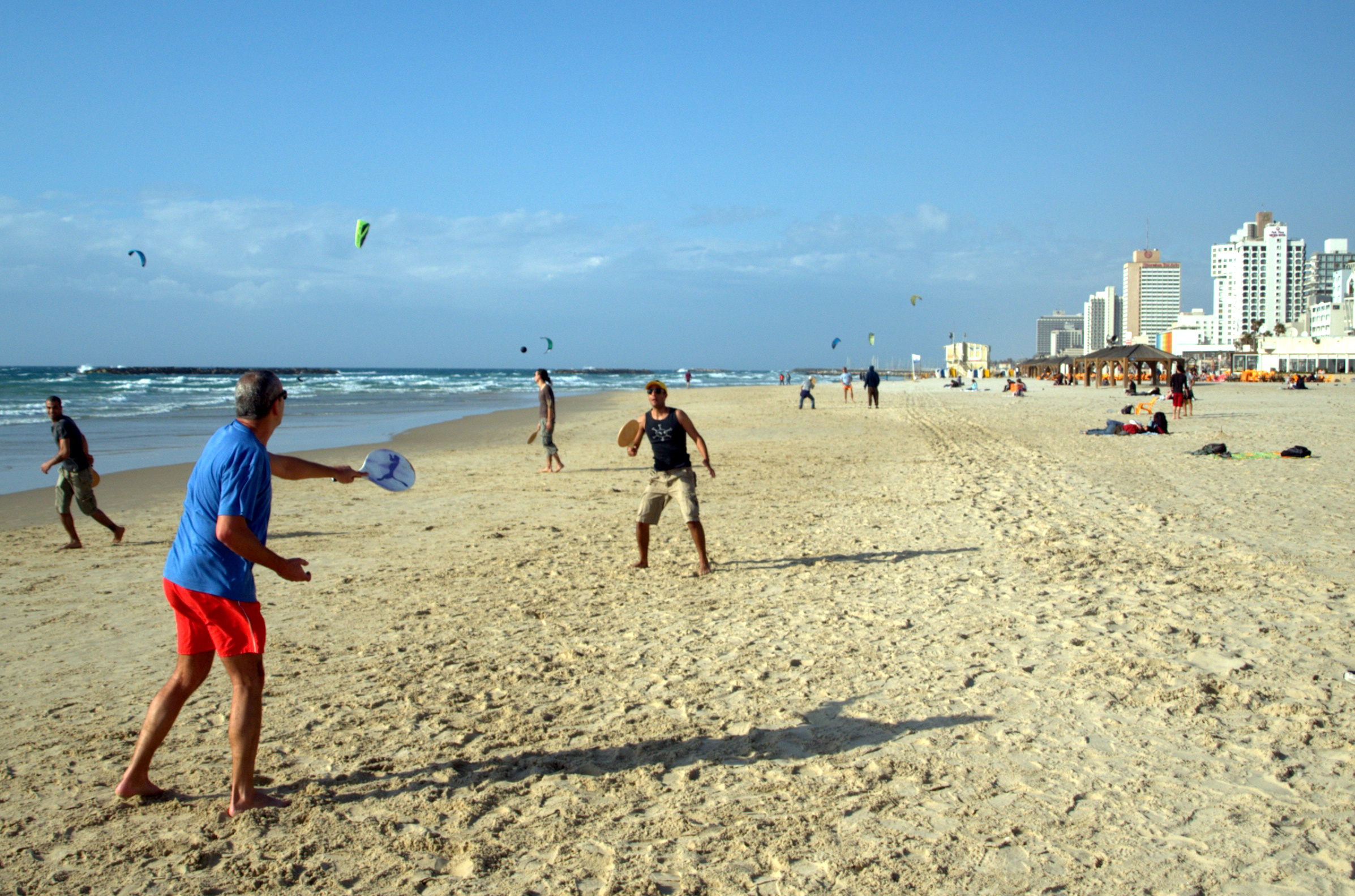
لاعبين يتناقلان كرة الماتكوت على الشاطئ في تل أبيب.

المكاتكوت أو المضارب الشاطئية هي رياضة للتسلية غير تنافسية تضم لاعبيْن أو أكثر يتبادلان الضربات على كرة مطاطية صغيرة مستخدميْن المضارب الخشبية القصيرة إلى حين سقوط الكرة على الأرض. تمارس اللعبة غالباً على شاطئ البحر.

## أصول اللعب
تخلو رياضة الماتكوت من القوانين، تلعب بشكل عام بمحاذاة الشاطئ وتتألف اللعبة فيها غالباً من لاعبان، ولكن يمكن أن تلعب بثلاثة أو أربعة لاعبين. يهدف اللاعبين في الماتكوت إلى تناقل الكرة المطاطية فيما بينهم باستخدام مضارب خشبية صغيرة بدون أن تسقط منهم.